# Ormož

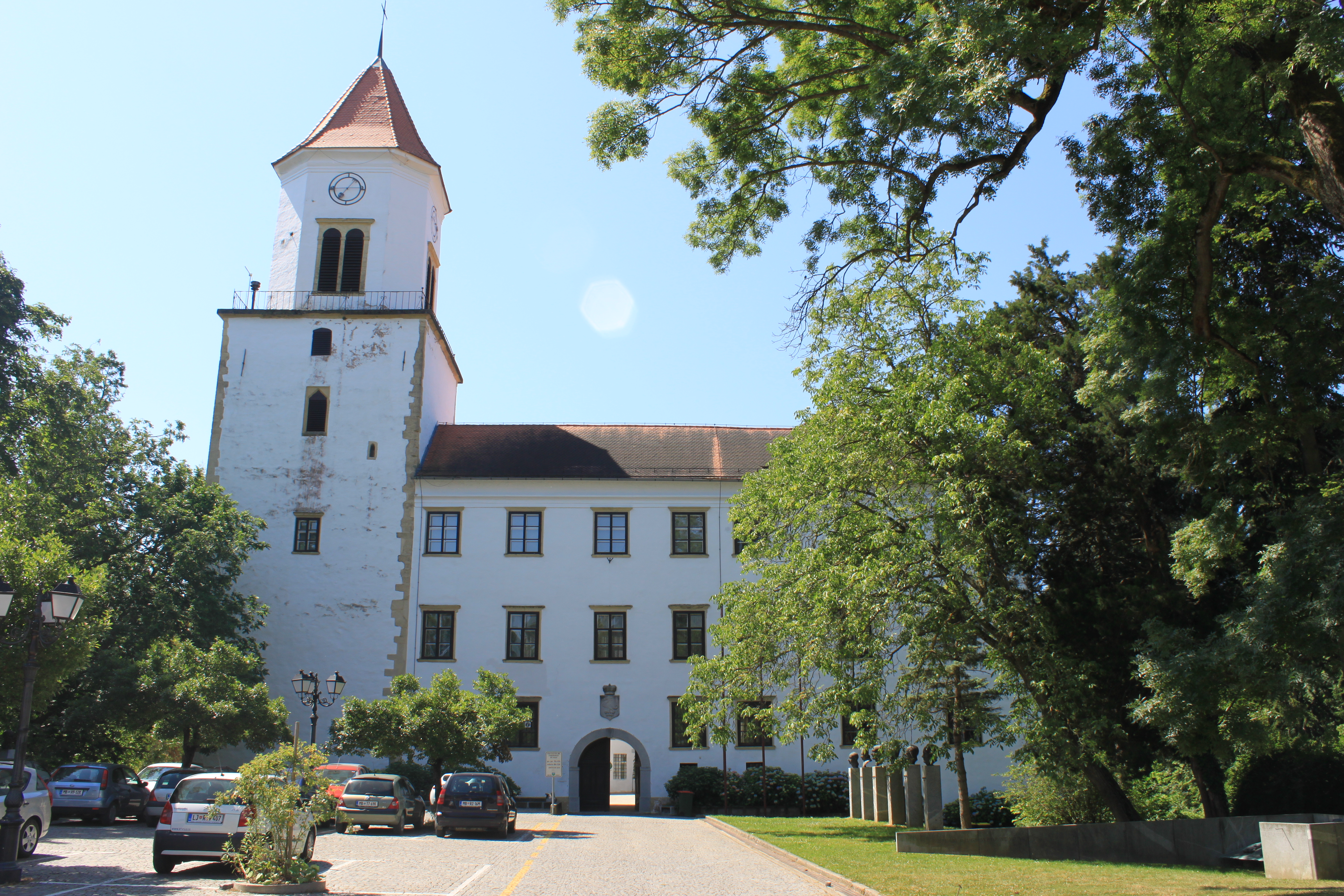
Ormož (Friedau), Burg Friedau

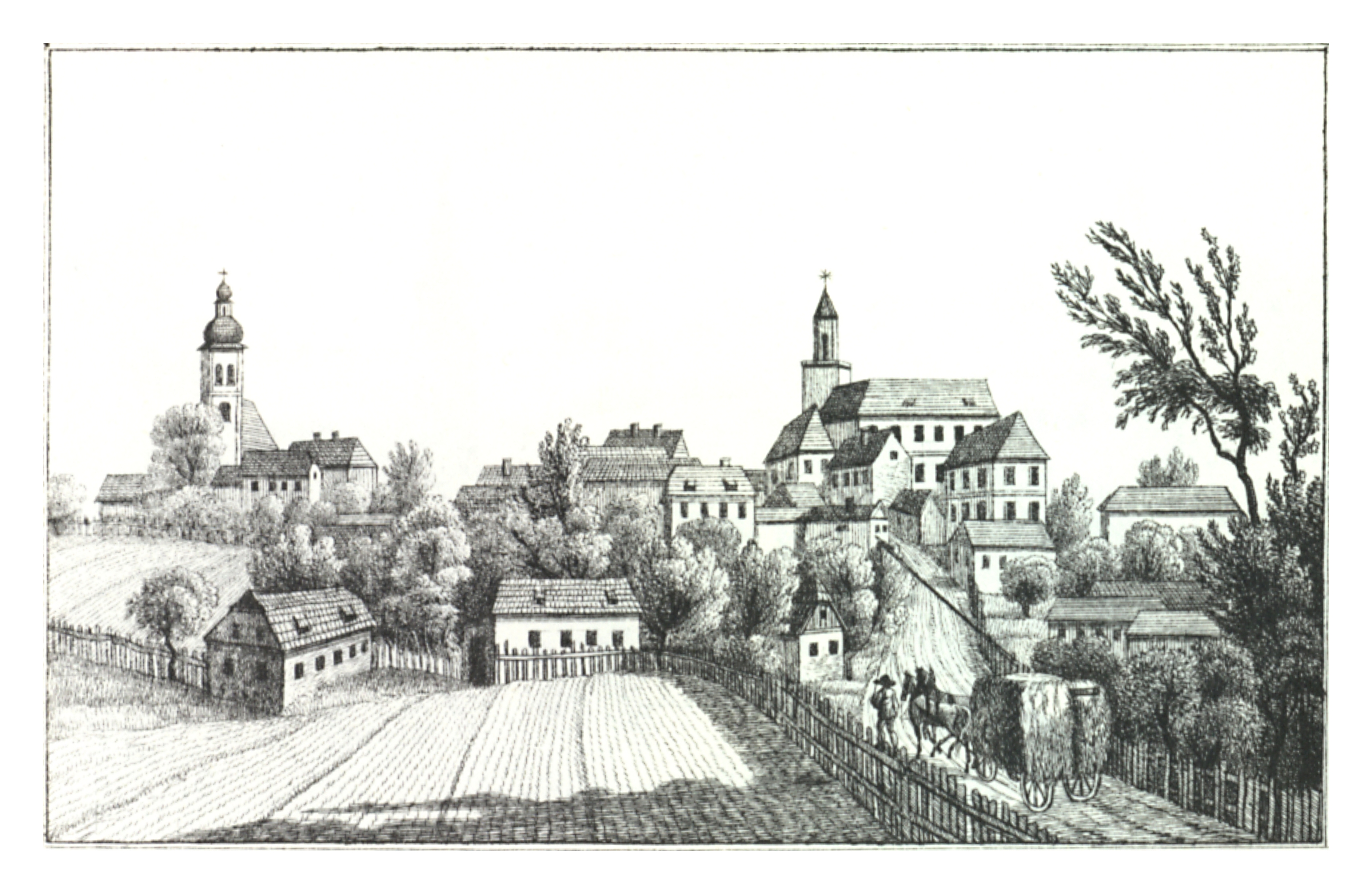
Friedau um 1820, Lithographie von J.F. Kaiser

Die Stadt Ormož (deutsch: Friedau) ist eine Kleinstadt im Nordosten Sloweniens. Sie ist Hauptort und Verwaltungssitz der 61 Siedlungen umfassenden Gemeinde Ormož. Ormož liegt am östlichen Rand des Pettauer Feldes (Ptujsko polje) in der historischen Region Spodnja Štajerska (Untersteiermark) und in der statistischen Region Podravska.

## Lage
Ormož liegt am linken Ufer der Drau, die die südliche Gemeindegrenze und damit auch die Grenze zu Kroatien bildet. Der zentrale und nördliche Teil des für die Region relativ großen Gemeindegebietes liegt in den Slovenske gorice (Windische Bühel). Mehrere kleine Bäche ziehen dort von Nord nach Süd und münden anschließend in die Drau. Einziger größerer Fluss neben der Drau ist die Pesnica (Pößnitz), die kurz vor der Stadt in sie mündet. Kurz danach wird sie zum Stausee Ormoško jezero aufgestaut.

## Geschichte
Ormož wurde 1273 in schriftlichen Aufzeichnungen als Holrmůs (und 1299 als Holrmues und 1320 als Holrmůs) erwähnt. Der Name basiert auf dem lateinischen Namen Alramus, der dem germanischen Alram (< *Aþala-hraban, wörtlich „edler Ravan“) entlehnt ist. Die mit dem Namen bezeichnete Person ist ungewiss, ein möglicher Namensgeber ist der Salzburger Bischof A(da)lram (reg. 821–836), da das Ormož-Gebiet im 9. Jahrhundert in den Besitz des Erzbistums Salzburg überging.
In der Antike hieß die Stadt Curta. Sie wird im Itinerarium Antonini und von Ptolemäus erwähnt.
Die Stadt erhielt 1293 das Markt- und 1331 das Stadtrecht und hieß dann lange Zeit zu deutsch Friedau. Mit der Gründung des SHS-Staates nach dem Ersten Weltkrieg erhielt die Stadt schließlich ihren heutigen Namen.
Bis ins 20. Jahrhundert hinein war Friedau eine überwiegend deutschsprachige Stadt mit einem slowenischen Umland. Bei der Volkszählung 1900 gaben von den 892 Einwohnern 593 Deutsch und 227 Slowenisch als Umgangssprache an.

## Sehenswürdigkeiten

### Burg Ormož und Regionalmuseum
Von der Stadt durch eine Mauer getrennt liegt die als Wehrburg an der Grenze zum damaligen Königreich Ungarn von Friedrich von Pettau erbaute Burg Ormož, welche 1278 erstmals erwähnt wird. Im Jahre 1487 musste sich die Stadt gegen einen Einfall von Ungarn behaupten, 1532 hinterließen die vordringenden Osmanen Zerstörung, weiters aufständische ungarische Bauern, die Heiducken, (1605) und die Kuruzen (1704).
Die Burg ist heute der lokale Standort des Regionalmuseums Ptuj-Ormož.

### Burg Velika Nedelja
Die Burg liegt im gleichnamigen Dorf (deutsch: Großsonntag). Sie ist Standort einer Außenstelle des Regionalmuseums.

### Ormož-Stausee und Lagune
Der Ormož-See, ein Stausee der Drau, liegt etwas außerhalb der Stadt Ormož.
Neben dem Stausee befindet sich ein Naturschutzgebiet, die Ormož-Lagune, bestehend aus sechs ehemaligen Rückhaltebecken, die der heute stillgelegten Zuckerfabrik in Ormož dienten. Nach der Schließung der Zuckerfabrik verwandelten sich die sechs Rückhaltebecken in ein Sumpfgebiet und wurden zu einem wichtigen Lebensraum für Vögel, darunter auch einige vom Aussterben bedrohte Zugvogelarten.

## Wald und Weinberge
Die Landschaft nördlich von Ormož ist hügelig mit vielen Wäldern und Weinbergen.